# Adelante Valle
Adelante Valle (en italiano: Alé Vallée) fue un partido político italiano socialdemócrata del valle de Aosta.
El partido, cuyo líder era Enrico Bich, era un antiguo miembro del Partido Socialista Italiano en la región, obtuvo un 4,7% de los votos (en alianza con los Socialistas Democráticos Italianos y Populares UDEUR) en las elecciones regionales de 2003, no superando el 5% mínimo necesario para entrar en el Consejo Regional del Valle. Desde entonces, el partido obtuvo representación en el Consejo Municipal de Aosta y, finalmente, decidió integrarse en la sección regional del Partido Democrático.